# Halostachys songarica
Halostachys songarica är en amarantväxtart som beskrevs av Alexander Gustav von Schrenk. Halostachys songarica ingår i släktet Halostachys och familjen amarantväxter. Inga underarter finns listade i Catalogue of Life.